# Pegomya transgressa
Pegomya transgressa este o specie de muște din genul Pegomya, familia Anthomyiidae. A fost descrisă pentru prima dată de Zetterstedt în anul 1846. Conform Catalogue of Life specia Pegomya transgressa nu are subspecii cunoscute.